# Generał pułkownik
Generał pułkownik (ros. генерал-полковник, niem. Generaloberst) – stopień wojskowy w Siłach Zbrojnych Federacji Rosyjskiej, którego odpowiednikiem w Wojsku Polskim jest stopień generała broni. 
Stopniem równorzędnym w Marynarce Wojennej Federacji Rosyjskiej jest stopień admirała (ros. Адмирал). Stopień generała pułkownika jest niższy od stopnia generała armii i wyższy od stopnia generała porucznika.
W przeszłości stopień generała pułkownika występował m.in. w armii austro-węgierskiej (1915–1918), w Wehrmachcie i w Armii Czerwonej.